# Stadtmauern von Peking

Karte der Stadtmauern von Peking

Die Stadtmauern von Peking waren bis um die Mitte des 20. Jahrhunderts eine der eindrucksvollsten erhaltenen Stadtbefestigungen der Welt. Sie wurden seither (bis 1978) weitgehend beseitigt und durch die 2. Ringstraße ersetzt.

## Geschichte
Der ursprüngliche Mauerkranz um die Altstadt wurde unter der mongolischen (Yuan erbaut. Auch die ihr folgende Ming blieb bei Peking als Hauptstadt. Der nördliche Teil der Stadtmauer wurde aber um etwa 2,5 km nach Süden verschoben, der Südteil nur um 1 km – Peking wurde also kleiner. Da Peking auch die Hauptstadt der letzten Dynastie des chinesischen Kaiserreichs, nämlich der mandschurischen Qing) war, gewannen die Befestigungsanlagen monumentalen Charakter. Die Mauer war an der Basis 20 m breit, an der Mauerkrone 12 m, ihre Höhe betrug 12 Meter. Es gab 9 Toranlagen um die alte Innenstadt, von denen noch drei erhalten sind: das Desheng-Tor, das (2004 rekonstruierte) Yongding-Tor und das Zhengyang-Tor. Dazu kamen noch 7 Tore um die 1553 eingemeindete Neustadt.
Schon 1900 während des Boxeraufstands wurden Teile der Stadtbefestigung von Peking von den Aufständischen oder ausländischen Truppen zerstört oder beschädigt. Zwischen 1911 und 1949 kam es nur zu kleineren, verkehrsbedingten Durchbrüchen. Das Bauwerk befand sich allerdings in generell schlechtem Zustand. In den ersten Jahren des kommunistischen Regimes kam es noch zu relativ offenen Debatten über Erhaltung oder Abriss. Namentlich der international bekannte chinesische Architekturhistoriker und Stadtplaner Liang Sicheng (1901–1972) setzte sich für die Erhaltung des einzigartigen Bauwerks ein. Nach dem Ende der Hundert-Blumen-Bewegung kam es allerdings zu einer Verhärtung der Diktatur und zu Abrissen großen Stils im Zuge der Schaffung der Pekinger U-Bahn und der Zweiten Ringstraße. Der Stadtgraben wurde durch Überwölbung Kanalisationszwecken zugeführt. 1979 wurde der Abriss der Stadtbefestigung gestoppt. Erhalten geblieben ist aber nur ein kleines Stück der Mauer, etwa 400 Meter von einst etwa 40 km. Diese Reste wurden 1996 wiederentdeckt, als das angrenzende Wohnviertel abgerissen wurde, was es ermöglichte, diesen Teil der alten Stadtmauer gleichsam herauszupräparieren. Die Bewohner sollen selbst alte Mauersteine zum Wiederaufbau gespendet haben. Die rekonstruierten Teile der Pekinger Stadtmauer befinden sich in einem 2003 eröffneten „Mauerdenkmal-Park“ im Südosten der Altstadt, südlich des Hauptbahnhofs. Dort sieht man auch den einzigen erhaltenen Eckturm der Mauer.
Weitere Teile der Stadtmauer finden sich östlich des Hauptbahnhofs an der Beijing Station East Street und am alten Observatorium.

## Galerie

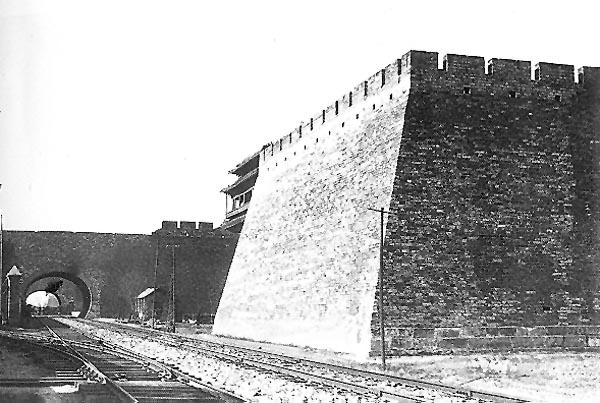
Teile der Stadtmauer (Inner City), 1902
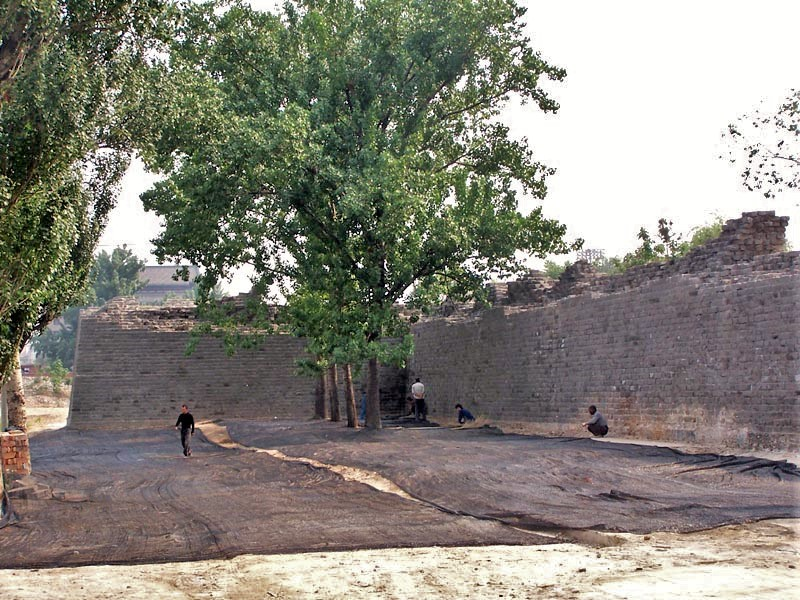
Überbleibsel der Südseite
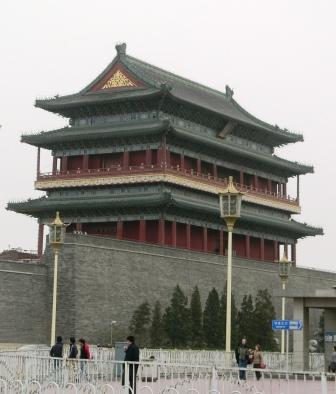
Qianmen-Turm
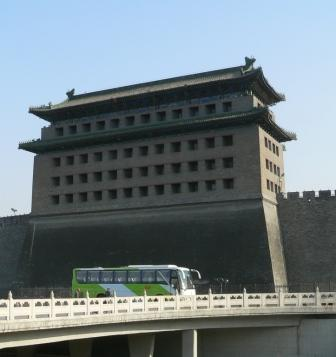
Deshengmen-Tor
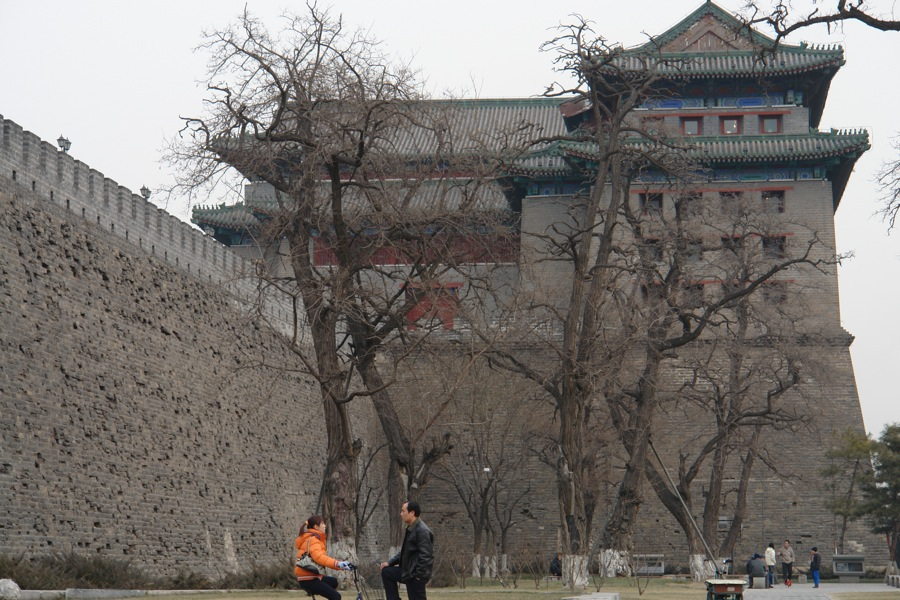
Südöstlicher Eckturm